# مقاطعة بوب (أركنساس)
مقاطعة بوب (بالإنجليزية: Pope County)‏ هي إحدى مقاطعات ولاية أركنساس في الولايات المتحدة الأمريكية.